# Museu Can Mario
El Museu Can Mario és un museu d'escultura contemporània de la Fundació Vila Casas. Està ubicat a la plaça de Can Mario de Palafrugell, al Baix Empordà i es va inaugurar el 2004. El museu compta amb un espai destinat a exposicions temporals dels artistes amb obra a la col·lecció i també hi ha un jardí a l'exterior on es troben trenta-tres escultures.

## Edifici
L'edifici del museu es troba a la plaça de Can Mario, 7., és un dels edificis de Can Mario, una antiga fàbrica de suro de principis del segle xx, amb un espai de 2.000 metres quadrats, que formava part del conjunt arquitectònic fabril de l'empresa surera Miquel & Vincke. A la plaça, hi destaca el dipòsit d'aigua en una torre de ferro que està declarada com a Bé Cultural d'Interès Nacional. El museu consta d'una superfície total construïda de 3.273 m², i d'una superfície total expositiva de 2.438 m² formant una ela amb subterranis als extrems que aprofiten el pendent del terreny, ocupant tres carrers Begur, Garriga i la plaça de Can Mario.

### Jardí d'escultures

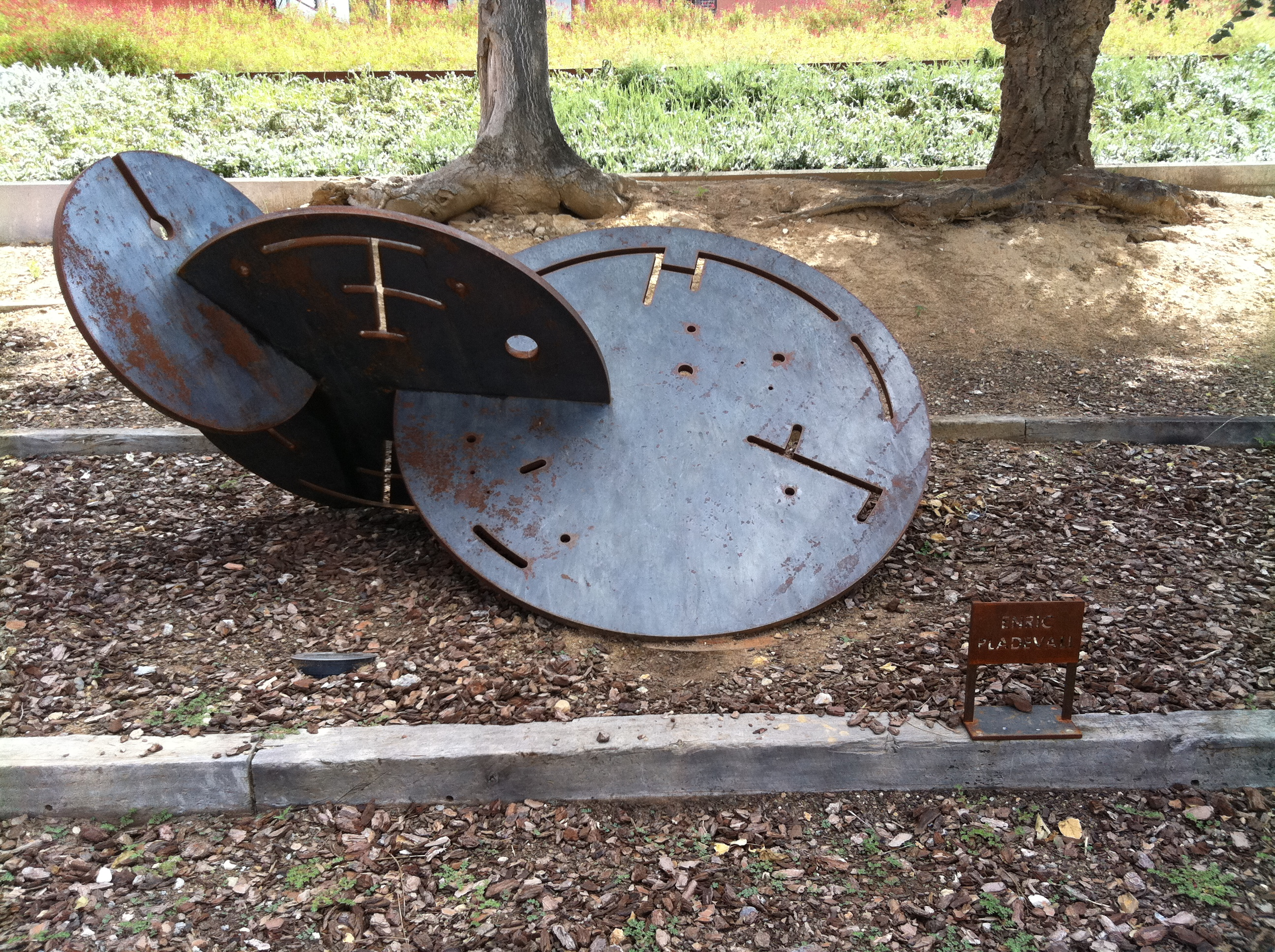
A l'ombra (Enric Pladevall, 2011), al jardí exterior

Una de les singularitats del museu és el jardí d'escultures a l'aire lliure inaugurat l'abril de 2011 amb tretze escultures d'artistes catalans contemporanis i empordanesos d'adopció. El 29 d'abril de 2012 es van inaugurar vint noves escultures del jardí entorn la torre modernista de Can Mario i es va habilitar una passarel·la per fer un circuit entorn de les escultures.

## Història
Es va inaugurar el 12 de juny de 2004. El 17 de febrer de 2012 es va obrir la Sala Empordà per promocionar i divulgar les obres dels creadors residents a l'Empordà.

## Col·lecció
L'interior del museu acull més de 300 escultures d'artistes nascuts o residents a Catalunya que van des de la dècada del 1960 fins a l'actualitat. L'exposició permanent canvia anualment a partir d'un nou recorregut conceptual, oferint d'aquesta manera una major oferta expositiva, i incorporant les noves adquisicions de la Fundació Vila Casas. El Museu disposa de tres sales temporals que es renoven dues vegades l'any, i una d'elles és la Sala Empordà, on s'exposen íntegrament obres d'artistes empordanesos.

## Serveis i activitats
El museu ofereix diferents serveis educatius i visites guiades. La Fundació Vila Casas també edita diverses publicacions, disponibles al museu.

### Premis d'Escultura
La Fundació Vila Casas convoca anualment premis de pintura, fotografia i escultura per artistes. La convocatòria és rotativa, cada any es dedica a una de les tres disciplines esmentades. La decisió del jurat es fa pública el dia de la inauguració de l'exposició col·lectiva de les obres seleccionades (16 artistes/peces). El guanyador rep una aportació econòmica i l'oportunitat de realitzar una exposició individual l'any següent. Els premis d'escultura en la història de la Fundació han estat:
- 2005: I Premi d'Escultura Contemporània Palafrugell: Salvador Juanpere Huguet
- 2007: Premi d'Escultura Contemporània Palafrugell: 
  - Premi a la trajectòria: Gabriel
  - Premi a la promoció: Mònika Uz Segarra
- 2009: Premi d'Escultura Fundació Vila Casas Palafrugell: Alberto Peral
- 2012: Premi d'Escultura Fundació Vila Casas Palafrugell: 1r premi: Javier Garcés
- 2015: Premi d'Escultura Fundació Vila Casas Palafrugell: 1r premi: Gerard Mas
- 2018: Premi d'Escultura Fundació Vila Casas Palafrugell: 1r premi: Paul Daly
- 2021: Premi d'Escultura Fundació Vila Casas Palafrugell: 1r premi: Stella Rahola Matutes